# Jerry Siegel
Jerome "Jerry" Siegel (17 de octubre de 1914-28 de enero de 1996) fue un guionista de historietas estadounidense. Su más famosa creación fue Superman, la cual creó en colaboración con su amigo Joe Shuster. Solía usar seudónimos como Joe Carter o Jerry Ess.

## Biografía

### Primeros años
Jerome Siegel nació el 17 de octubre de 1914, en Cleveland, Ohio. Sus padres eran inmigrantes judíos que llegaron a New York en 1900 huyendo del antisemitismo de su nativa Lituania. Se llamaban Mikhel Iankel Segalovich y Sora Meita Khaikels aunque cambiaron sus nombres a Michael y Sarah Siegel al llegar a Estados Unidos. Jerome fue el último de seis hijos (Isabel, Leo, Minerva, Roslyn y Harry). Su padre era sastre y tenía una tienda de ropa. El 2 de junio de 1932 Michael Siegel sufrió un ataque cardíaco fatal después de que fue asaltado en su tienda. La madre de Jerome también murió de un ataque cardíaco el 17 de agosto de 1941.
En 1928 la familia de Siegel se mudó al barrio judío de Glenville, Cleveland. Allí Jerry asistió a la escuela secundaria Glenville High School donde, a los 16 años, se hizo amigo de Joseph Shuster. Los dos tenían personalidades y gustos similares: compartían el gusto por los relatos de ciencia ficción, aventuras y películas. Se graduaron del secundario en junio de 1934.

### Primeros trabajos para DC Comics (1935–1943)
Al no poder pagar estudios universitarios, Jerry tuvo varios trabajos como repartidor, siempre intentando seducir a los editores para que publicaran sus trabajos. En el verano de 1935, aún viviendo en Cleveland, él y Shuster comienzan a vender sus historietas a la National Allied Publications, la editorial precursora de DC Comics, en New York.
Siegel y Shuster se encontraban desarrollando la historia y el personaje de Superman desde 1933 esperando venderla como tira para periódicos. Luego de años de intentarlo sin éxito, accedieron a publicarla en revistas de historietas. En marzo de 1938 venden por 130 dólares (2814 al ajustar por inflación) los derechos del personaje a la editorial Detective Comics, Inc., otra precursora de DC Comics. Luego, al ver que el personaje se volvió un éxito, se lamentarían de esa decisión ya que DC Comics tenía los derechos sobre el personaje y obtenía las regalías. Aun así, DC Comics retuvo a Siegel y Shuster como los principales autores de las historias de Superman, y estaban bien pagados ya que eran populares entre los lectores. Por ejemplo, en 1942 entre ambos ganaron 63.776,46 dólares (AFI 1189273 dólares actuales). Así Siegel pudo comprar casa en University Heights, Ohio y un auto.
El 28 de junio de 1943 fue reclutado en el ejército. Su número de identificación fue el 35067731. Ingresó a Fort George G. Meade donde recibió entrenamiento en diversas áreas. Más tarde fue destinado a Honolulu donde se le asignó escribir columnas humorísticas en el periódico militar Stars and Stripes. Fue dado de baja el 21 de enero de 1946 y a su regreso se mudó a York.

### Carrera luego del ejército (1946–1959)
Mientras cumplía el servicio militar en Hawái, Siegel supo por su amigo Shuster que DC Comics había publicado una historia presentando a "Superboy", una versión juvenil de Superman, la cual estaba basada en una historia que Siegel aun no les había vendido. Ya que DC Comics nunca había comprado los derechos de Superboy, Siegel demandó a DC Comics. Otro problema que tuvo con DC Comics es que la editorial los estafó con los derechos de autor del programa de radio de Superman y la mercancía derivada del personaje. Así que tanto Siegel como Shuster decidieron demandar a la editorial por los derechos del personaje. Al terminar el juicio, Siegel y Shuster acordaron renunciar a los derechos de autor de Superman y Superboy a cambio de un acuerdo de poco más de 94.000 dólares (1192055 dólares ajustados por inflación). Los papeles de divorcio de Siegel en 1948 sugieren que terminó obteniendo 29.000 dólares (367762 ajustado por inflación) después de pagar las tasas judiciales, pero antes de llegar a un acuerdo en su divorcio.
Entre 1937 y 1947 (mientras duró su contrato), Siegel y su amigo Shuster juntos ganaron más de 400.000 dólares (aproximadamente 7459063 dólares actuales) mientras trabajaron para DC Comics.
Luego de dejar DC Comics a fines de 1947, Siegel y Shuster crearon el superhéroe humorístico Funnyman, el cual fracasó. Entonces Siegel tomó trabajos independientes , algunos de los cuales incluyeron las tiras de periódicos  Tallulah, Lars of Mars y G.I. Joe, pero la división de historietas cerró luego de un año en los negocios. Luego de esto Siegel nunca encontró trabajo estable y pasó por tiempos difíciles. Hacia 1959, él y su familia vivían en un pequeño departamento en Great Neck, Long Island, y le costaba pagar sus deudas.

### Regreso a DC Comics (1959–1965)
A pedido de su segunda esposa, Siegel regresó a trabajar para DC Comics en 1959. A pesar de que escribía algunas historias de Superman, ya no tenía el control creativo y respondía a las órdenes de su editor. Durante esa época escribió varias historias de la Legión de Super-Héroes, sumando al grupo varios personajes que seguirían con el tiempo. Las contribuciones de Siegel durante estos años son difíciles de determinar ya que DC Comics generalmente no indicaba quienes eran los autores de las historias. Su último trabajo en DC Comics fue una historia corta incluida en Superman's Pal Jimmy Olsen 89 (diciembre de 1965). DC Comics dejó de asignarle trabajos en 1966 cuando en la editorial se enteraron de que Siegel y Shuster planeaban una segunda demanda para reclamar los derechos de Superman. En 1969, Siegel y Shuster demandaron a National Periodical Publications en el Tribunal de Distrito de los Estados Unidos para el Distrito Sur de Nueva York por la propiedad de Superman. No obstante el tribunal determinó que en la sentencia por consentimiento final de 1947, Siegel y Shuster habían transferido "todos sus derechos" al personaje de Superman a National, incluido el plazo de renovación.
Siegel nuevamente comenzó a tener problemas económicos luego de su despido ya que no pudo encontrar un trabajo regular. En 1975, al enterarse de que Warner Bros. estaba produciendo una película de Superman, Siegel alertó a la prensa acerca de su condición. En respuesta, Warner Bros accedió a darles a Siegel y Shuster una asignación de 20.000 (aproximadamente 107088 dólares actuales) por año de por vida a cada uno, luego incrementada a 30.000 dólares, a cambio de no volver a disputar la propiedad de los derechos de autor de Superman.
En 1996 se celebró el que, hasta ahora, es el último juicio sobre los derechos de autor de Superman. La sentencia otorga el 50% de los beneficios generados por el personaje a partir de 1999 a la viuda y descendientes de Jerry Siegel, así como establece la obligación por parte de Warner de consultarles sobre usos de Superman en productos derivados (películas, videojuegos, etc.). Asimismo, en 2013 los herederos de Siegel podrán recuperar los derechos sobre el personaje que ahora están en manos de DC Comics. Los descendientes de Joe Shuster han quedado completamente fuera de esta sentencia.[1]

## Carrera como escritor

### Años escolares
Siegel aspiraba a convertirse en escritor. Escribió para el periódico de su escuela secundaria, The Glenville Toch («La Antorcha de Glenville»), y publicó su propia revista, Science Fiction: The Advance Guard of Future Civilization («Ciencia Ficción: La Vanguardia de Futura Civilización»). Su amigo Shuster, que aspiraba a convertirse en dibujante, hacía ilustraciones para las historias de Siegel. Siegel y Shuster comenzaron a hacer historietas alrededor de 1933 ya que creían que las tiras cómicas eran más accesibles y lucrativas que los pulp. Los estándares de calidad del arte eran más bajos, y las regalías de la sindicación del periódico eran más altas. Por su cuenta publicaron sus tiras en una revista, Popular Comics. Esta incluía tiras como Goober the Mighty, una parodia de Tarzán; Interplanetary Police, una tira de ciencia ficción basada en Buck Rogers; y Snoopy and Smiley, modelado después de Laurel y Hardy. Esta fue su primera colaboración conocida como guionista y dibujante. Fue en 1933 cuando Siegel y Shuster comenzaron a desarrollar su personaje más famoso, Superman. Siegel y Shuster nunca lograron interesar a ningún sindicato de periódicos en sus tiras.
También publicó por su cuenta un fanzine llamado Science Fiction: The Advance Guard of Future Civilization. En el tercer número de ese fanzine publicó una historia corta llamada "The Reign of the Superman" bajo el pseudónimo de "Herbert S. Fine". La historia es acerca de un vagabundo llamado Bill Dunn quien adquiere poderes psíquicos después de tomar una droga experimental. Dunn se hará llamar a sí mismo "Superman" y procede a utilizar sus poderes maliciosamente.

### DC Comics
Siegel y Shuster comenzaron a trabajar en DC Comics (entonces conocida como National Allied Publications) en 1935. La carrera de escritor de Siegel fue interrumpida en junio de 1943 cuando fue reclutado en el ejército, aunque siguió obteniendo crédito en historias escritas por otros. Luego de ser dado de baja, demandó a DC Comics por los derechos de Superman y Superboy, y no se le dio más trabajo. En 1959 regresó a DC como guionista aunque fue despedido nuevamente en 1967 cuando intentó demandar otra vez por los derechos de Superman.
En su primer paso por DC Comics (1935–1943), Siegel creó los siguientes personajes:
- Henri Duval, un espadachín francés, apareció por primera vez en New Fun Comics 6 (octubre de 1935), apareciendo solo unos pocos episodios
- Doctor Occult, un investigador paranormal que tuvo su serie entre New Fun Comics 6 (octubre de 1935) hasta el número 32 (junio de 1938)
- Radio Squad, un policial entre 1936 y 1943 en New Fun Comics
- Slam Bradley, un detective.
- Spy, una serie protagonizada por el investigador trotamundos Bart Regan y su ayudante Sally Norris, que tuvo sus historias desde Detective Comics 1 (marzo de 1937) hasta el número 83 (enero de 1944)
- Superman, un vigilante disfrazado con fuerza sobrehumana que apareció por primera vez en Action Comics 1 (con fecha de tapa junio de 1938). Cocreada con el dibujante Joe Shuster
- Superboy, una versión juvenil de Superman, que apareció por primera vez en More Fun Comics 101 (sin el consentimiento de Siegel)
- The Presence, una representación ficticia de un Dios abrahámico que apareció en More Fun Comics 52
- The Spectre, un espíritu vengador que apareció por primera vez en More Fun Comics 52 (febrero de 1940)
- Star-Spangled Kid and Stripesy, héroes enmascarados, aparecieron por primera vez en Star-Spangled Comics 1 (octubre de 1941).  Cocreados con el artista Hal Sherman

En su segundo período en DC Comics (1959-1966), Siegel creó los siguientes personajes:
- Bouncing Boy, miembro de la Legión de Super-Héroes
- Brainiac 5, miembro de la Legión de Super-Héroes
- Cosmic King, adversario de la Legión de Super-Héroes
- Triplicate Girl, miembro de la Legión de Super-Héroes
- Invisible Kid, miembro de la Legión de Super-Héroes
- Matter-Eater Lad, miembro de la Legión de Super-Héroes
- Lightning Lord, adversario de la Legión de Super-Héroes
- Phantom Girl, miembro de la Legión de Super-Héroes
- Chameleon Boy, miembro de la Legión de Super-Héroes
- Saturn Queen, adversaria de la Legión de Super-Héroes

Durante esta última etapa como guionista, Siegel no recibió ningún crédito en sus historias, lo cual era la norma para DC Comics en ese entonces.

### Revistas militares
Mientras Siegel sirvió en la armada (1943 a 1946), estaba apostado en Honolulu, Hawái, escribió para Stars and Stripes, Midpacifican y Yank, the Army Weekly, todas publicaciones militares escritas por soldados. En Stars and Stripes, yenía una pequeña columna de humor titulada "Take a Break wit T/5 Jerry Siegel". En Midpacifican escribió la tira Super Sam, en la cual un soldado ganaba superpoderes luego de recibir una transfusión de sangre de Superman.

### Funnyman
Siegel y Shuster crearon a Funnyman, un superhéroe vestido de payaso, mientras aún trabajaban en DC Comics. Anticiparon un declive en la popularidad de los superhéroes tradicionales, y creían que un personaje con mezcla de comediante podría ser atractivo. A diferencia de otros personajes que crearon, estaban determinados a retener los derechos de Funnyman. Esto fue inaceptable para DC Comics, por lo que hicieron un trato con Magazine Enterprises, una editorial de historietas propiedad de Vin Sullivan. La serie Funnyman duró seis números, y una posterior tira diaria de periódicos tampoco tuvo éxito. Esta fue el último trabajo en conjunto entre Siegel y Shuster ya que en ese entonces la visión de Shuster llegó a deteriorarse tanto que ya no podía trabajar.

### Marvel Comics
Siegel trabajó con Marvel en 1963 bajo el pseudónimo "Joe Carter". Junto a Stan Lee cocrearon al villano Plantman (Strange Tales 113). Además hizo los guiones para historias de la "Antorcha Humana" presentadas en Strange Tales 112 y 113 (septiembre / octubre de 1963), donde se presentó a la novia adolescente de la Antorcha, Doris Evans; y, ya con su nombre, una historia de complemento presentando a Ángel, miembro de los  X-Men, que salió publicado en las revistas Marvel Tales y Ka-Zar. De acuerdo al entonces editor en jefe de Marvel Stan Lee, Siegel "tenía mala suerte y mal estado de salud en ese entonces, así que le dio un trabajo en Marvel como corrector, tiempo en el cual Siegel escribió la historia de Ángel".

### Archie Comics
Siegel trabajó para Archie Comics en 1966, en series como The Fly, The Mighty Crusaders, The Web y Steel Sterling, todos personajes revividos de la década de 1940. Archie canceló su línea de superhéroes a fines de ese año, dejando partir a Siegel.[cita requerida]

### Varios
En 1956, Siegel creó dos superhéroes para Charlton Comics: Mr. Muscles y Nature Boy. La serie 'Mr. Muscles duró dos números y Nature Boy tres.
En 1968 trabajó para Western Publishing, para la cual junto a Carl Barks) escribió historias para la revista de historietas Junior Woodchucks. En la década de 1970s trabajó para Mondadori Editore (en ese momento dueño de la licencia italiana para las historietas de Disney) en el título Topolino, apareciendo en la cabecera de las historias como guionista ("soggettista e sceneggiatore").
En la década de 1980 trabajó con Val Mayerik en el personaje "The Starling" que aparecía en la revista Destroyer Duck. Un proyecto de revista titulado The Starling, acerca de una mujer 
que lucha por criar a su hijo mitad alienígena que puede cambiar de formas después de que su padre extraterrestre los abandonó, quedó sin terminar debido a la muerte de Siegel en 1996. En esa década Seigel también escribió para la editorial Aardvark-Vanaheim.

## Vida personal
Siegel siguió activo entre los aficionados de la ciencia ficción luego de comenzar a trabajar en DC. En 1940 asistió a la segunda convención de ciencia ficción en Chicago, disfrazándose como  Clark Kent.
El 10 de junio de 1939 Siegel se casó con Bella Lifshitz, una chica que vivía en su mismo vecindario. Con ella tuvieron un hijo, Michael (17 de enero de 1944 – 17 de enero de 2006). La pareja se divorció en 1948.
En noviembre de 1948, Siegel se casó con Joanne Carter a quien conocía desde 1935 cuando ella modelaba con su colega Joe Shuster para dibujar a Lois Lane y se reencontraron en un baile de disfraces en Nueva York el 1.º de abril de 1948. El 1.º de marzo de 1951 Joanne dio a luz a su hija Laura. La pareja se estableció en Long Island antes de mudarse a California en 1968. Ambos siguieron casados hasta la muerte de Jerry en 1996.

## Muerte
Siegel, que por años sufrió de problemas cardíacos e hipertensión, murió el 28 de enero de 1996 a causa de un ataque cardíaco. Sus restos fueron enterrados en el Hollywood Memorial Cemetery en Los Ángeles, California. Siegel y Shuster ahora aparecen en los créditos finales de todos los productos de medios relacionados con Superman.

## Premios y honores
- Inkpot Award, 1975
- Will Eisner Comic Book Hall of Fame, 1992
- Jack Kirby Hall of Fame, 1993
- The Bill Finger Award For Excellence in Comic Book Writing, 2005 (póstumo)
- La Avenida Kimberly en Cleveland fue renombrada "Jerry Siegel Lane" en 2009[32][33]